# Universums historia
Big bang-teorin är den vedertagna kosmologiska modellen för universums tillkomst och utveckling. Teorin säger att universum började utvecklas för ca 13,8 miljarder år sedan från ett extremt hett och kompakt ursprungstillstånd. Hela den del av universum som nu kan ses ifrån jorden, det observerbara universum, var då koncentrerat i en mycket liten volym. Eftersom begreppet universum innefattar allt, även rummet och tiden, så är det från denna tidpunkt som kosmologer räknar universums historia. Rymden har sedan dess expanderat, vilket gjort att universum blivit allt glesare och kallare. Universums expansion pågår fortfarande. 
Urtillståndet var mycket hett och närmar man sig den så kallade Planck-tiden närmar man sig också Planck-Wheeler-temperaturen som är 1,4x1032 Kelvin. Rum, tid och materia blev till vid den kraftiga expansionen. Big bang-teorin utarbetades främst av ryssen Aleksandr Fridman och den belgiske prästen och teoretiske fysikern Georges Lemaître samt holländaren Willem de Sitter utifrån de fältekvationer som Albert Einstein härlett ur sin allmänna relativitetsteori.
Lambda-CDM-modellen är den senaste versionen av Big bang-kosmologin och brukar därför kallas för den kosmologiska standardmodellen. Den är en vältestad vetenskaplig teori som är allmänt accepterad inom vetenskapssamfundet, eftersom de ger den mest korrekta och fullständiga förklaringen till alla de fenomen som astronomer observerar. Under lång tid hade den dock en stark konkurrent i den klassiska Steady state-teorin som senare övergivits, delvis på grund av forskningsresultat producerade av en av teorins skapare och främsta förespråkare, Fred Hoyle. Enligt Steady state-teorin har universum alltid existerat.

## Tidslinje
| Tid efter big bang sekunder | Kännetecken |
| --------------------------- | --- |
| 0 till 10-43                | Planckepoken. Under denna tid skall, om teorierna om supersymmetri är korrekta, de fyra krafterna elektromagnetism, svag kärnkraft, stark kärnkraft och gravitation ha varit lika starka och således enade i en enda fundamental kraft. |
| 10-43 till 10-36            | Allt eftersom universum expanderade och kyldes ned separerades gravitation från de andra tre krafterna. Den enda elementarpartikeln som existerade under denna tid var higgsbosonen. |
| 10-36 till 10-23            | Universums temperatur sjönk till 1028 Kelvin och den elektrosvaga växelverkan separerades från de starka krafterna. Detta gav upphov till en exponentiell expansion av universum kallad kosmisk inflation. Universum gick nu in i en fas där det expanderade homogent och isotropiskt. När denna inflation avstannade var partikelinteraktionen fortfarande energirik nog att skapa exotiska partiklar såsom W-, Z- och Higgsbosoner. Detta ledde till att Universum värmdes upp igen. Efter uppvärmningen skapades kvarkar, elektroner och neutrinos. |
| 10-12 till 10-6             | Medan temperaturen fortfarande är för hög för att tillåta kvarkar att binda sig och bilda hadroner, har de fyra naturkrafterna nu antagit sin nuvarande form. Fundamentalpartiklarna fick genom Higgsmekanismen sin massa. |
| 10-6 till 1                 | Soppan av kvarkar och gluoner kyldes ner till den punkt att hadroner bildas. Ungefär vid denna tid började neutrinos att självständigt färdas genom rymden som kosmisk neutrinobakgrundsstrålning, som liknar den mycket senare kosmiska mikrovågsbakgrundstrålningen. |
| 1 till 10                   | Den stora massa av hadroner och antihadroner förintade varandra och lämnade leptoner och antileptoner som de övervägande ansvariga för universums massa. Mot slutet av denna epok kyldes universum till den grad att lepton-antileptonpar inte längre bildades och de flesta förintar varandra och lämnar en liten övervägande mängd leptoner. |
| 10 till 1200                | Universum dominerades under denna tid av fotoner. Under denna tid kyldes universum ytterligare och nukleosyntes kan äga rum. Mellan 3 och 20 minuter efter big bang Protoner (vätejoner) och neutroner skapar genom fusion atomkärnor, främst helium-4. Efter ungefär 17 minuter hade temperaturen sjunkit till en nivå, där nukleosyntes inte längre kunde äga rum. Det fanns då fortfarande tre gånger så mycket väte som helium-4. |
| 1200 till 2,2x1012          | 70 000 år efter big bang började materia klumpa ihop sig i strukturer tack vare små ojämnheter i den kosmiska inflationen. |
| 2,2x1012 till 9,5x1012      | När väte- och heliumatomer bildades, sjönk densiteten i universum och elektroner infångades av de laddade jonerna i en process som kallas rekombination. Detta ledde till att fotoner kunde färdas obehindrat genom universum, som då blev genomskinligt. Det är denna strålning vi idag ser som den kosmiska bakgrundsstrålningen på en tänkt yta, som kallas surface of last scattering. Universum antas ha blivit genomskinligt 300 000 år efter big bang.                                                                                          |
| 9,5x1012 till 3,1x1015      | Under denna tid skapades de stora strukturerna – galaxer. Kvasarer bildades också, vars kraftiga strålning joniserar det omkringliggande universum och skapar stora mängder plasma. En kvasar som benämnts CFHQS 1641+3755 ligger 12,7 miljarder ljusår bort. Stjärnbildande galaxer så långt bort om 13,2 miljarder år har hittats. Dessa skapades när universum bara var 500 000 år gammalt. Vintergatan beräknas ha bildats mellan 6 och 10 miljarder år sedan.                                                                                     |
| 3,1x1015 till idag          | Galaxer bildade under denna tid de galaxhoper som idag kan ses. Vårt eget solsystem bildades för 4,6 miljarder år sedan. |